# Mathieu Petitdemange
Pour les articles homonymes, voir Petitdemange.
Pas d'image ? Cliquez ici

a Compétitions nationales et continentales officielles uniquement.

Dernière mise à jour le 12 avril 2012.
Mathieu Petitdemange, né le 10 avril 1987 à Die, est un joueur français de rugby à XV qui évolue au poste de troisième ligne centre.

## Biographie
Formé au Montpellier HR, Matthieu Petitdemange fait ses débuts avec l'équipe première lors de la saison 2009-2010, disputant un match du Top 14 et deux rencontres du Challenge européen. 
Il connaît des sélections en équipe de France des moins de 18 ans en 2005 dans le cadre du Tournoi des cinq nations, en équipe de France des moins de 19 ans en 2006 dans le cadre du Tournoi des cinq nations et en équipe de France universitaire en 2009 toujours dans le cadre du Tournoi des cinq nations[réf. nécessaire]. 
En 2010, il rejoint le Stade phocéen.

## Palmarès
- Vice-champion de France Espoirs 2007 avec le Montpellier HR[2]
- Champion de France espoir avec Montpellier en 2008[réf. nécessaire]
- Champion de France de Fédérale 2 avec le Stade phocéen en 2011